# Fredrik Stenman
Fredrik Stenman (ur. 2 czerwca 1983 w Munktorp) – piłkarz szwedzki grający na pozycji lewego obrońcy.

## Kariera klubowa
Stenman jest wychowankiem klubu Västeras SK. Do pierwszej drużyny trafił w 1999 roku, ale w lidze zadebiutował rok później w wieku 17 lat i był to jego jedyny mecz w 2000 roku w Superettan. Rok później był już podstawowym zawodnikiem drużyny i strzelił 3 gole w lidze, a w 2002 roku przeszedł do IF Elfsborg grającego w pierwszej lidze. W lidze rozegrał 23 mecze (10. miejsce z Elfsborgiem), a w 2003 roku 13 dla Elsfborga, a potem 11 dla jego nowej drużyny, Djurgårdens IF, gdzie także wywalczył miejsce w pierwszej jedenastce i jednocześnie wywalczył swoje pierwsze mistrzostwo Szwecji. W 2004 roku zdobył z Djurgårdens Puchar Szwecji, a w lidze zajął 4. miejsce (26 meczów, 3 gole). Za to w 2005 roku Stenman dobrą grą przyczynił się do wywalczenia przez stołeczny klub dubletu: mistrzostwa i zdobycia pucharu.
Zimą 2006 Stenman podpisał 3-letni kontrakt z klubem niemieckiej Bundesligi, Bayerem 04 Leverkusen, który zapłacił za niego 800 tysięcy euro. W drużynie „Aptekarzy” zadebiutował 28 stycznia w wygranym 2:1 meczu z Eintrachtem Frankfurt. Do końca sezonu stał się zawodnikiem pierwszej jedenastki i w barwach Bayeru wystąpił 15-krotnie, zajmując z nim 5. miejsce w lidze. W sezonie 2006/2007 Stenman przegrywa jednak rywalizację o miejsce w składzie z Brazylijczykiem Athirsonem i na boisku pojawia się jako rezerwowy lub w wypadku kontuzji konkurenta. Z Bayerem awansował do ćwierćfinału Pucharu UEFA. W lidze zajął 5. miejsce.
Latem 2007 Stenman za 800 tysięcy euro przeszedł do holenderskiego FC Groningen. Grał w nim do 2011 i wtedy też został zawodnikiem Club Brugge. W latach 2015–2015 grał w Djurgårdens IF. W 2016 przeszedł do IFK Lidingö.
| Sezon   | Klub                | Kraj     | Rozgrywki      | Mecze | Bramki |
| ------- | ------------------- | -------- | -------------- | ----- | ------ |
| 2000    | Västeras SK         | Szwecja  | Superettan     | 1     | 0      |
| 2001    | Västeras SK         | Szwecja  | Superettan     | 27    | 3      |
| 2002    | IF Elfsborg         | Szwecja  | Allsvenskan    | 23    | 0      |
| 2003    | IF Elfsborg         | Szwecja  | Allsvenskan    | 13    | 0      |
| 2003    | Djurgårdens IF      | Szwecja  | Allsvenskan    | 11    | 0      |
| 2004    | Djurgårdens IF      | Szwecja  | Allsvenskan    | 26    | 3      |
| 2005    | Djurgårdens IF      | Szwecja  | Allsvenskan    | 26    | 5      |
| 2005/06 | Bayer 04 Leverkusen | Niemcy   | Bundesliga     | 15    | 0      |
| 2006/07 | Bayer 04 Leverkusen | Niemcy   | Bundesliga     | 13    | 0      |
| 2007/08 | FC Groningen        | Holandia | Eredivisie     | 28    | 0      |
| 2008/09 | FC Groningen        | Holandia | Eredivisie     | 27    | 0      |
| 2009/10 | FC Groningen        | Holandia | Eredivisie     | 29    | 2      |
| 2010/11 | FC Groningen        | Holandia | Eredivisie     | 34    | 2      |
| 2011/12 | Club Brugge         | Belgia   | Jupiler League | 7     | 0      |
| 2012/13 | Club Brugge         | Belgia   | Jupiler League | 17    | 0      |
| 2014    | Djurgårdens IF      | Szwecja  | Allsvenskan    | 13    | 0      |
| 2015    | Djurgårdens IF      | Szwecja  | Allsvenskan    | 6     | 0      |
| 2016    | IFK Lidingö         | Szwecja  | VI liga        | 14    | 4      |

## Kariera reprezentacyjna
W 2006 roku Stenman został powołany przez selekcjonera reprezentacji Szwecji Larsa Lagerbäcka do 23-osobowej kadry na Mistrzostwa Świata w Niemczech, pomimo faktu, że wcześniej nie zadebiutował w kadrze. Na turnieju był jednak jedynie rezerwowym i nie zagrał ani minuty (Szwecja odpadła w 1/8 finału). W reprezentacji Fredrik zadebiutował dopiero 16 sierpnia w przegranym 0:3 sparingu z Niemcami.

## Sukcesy
- Mistrzostwo Szwecji: 2003, 2005 z Djurgårdens
- Puchar Szwecji: 2004, 2005 z Djurgårdens